# Velika ribezova uš
Velika ribezova uš (znanstveno ime Nasonovia ribisnigri) je vrsta pravih listnih uši, ki je škodljivec predvsem na ribezu in kosmuljah.
Samci dosežejo dolžino do 2,5 mm, viviparne samice med 1,7 in 3,2 mm, oviparne pa le med 1,6 in 1,7 mm.